# Narosa
Narosa är ett släkte av fjärilar. Narosa ingår i familjen snigelspinnare.

## Bildgalleri

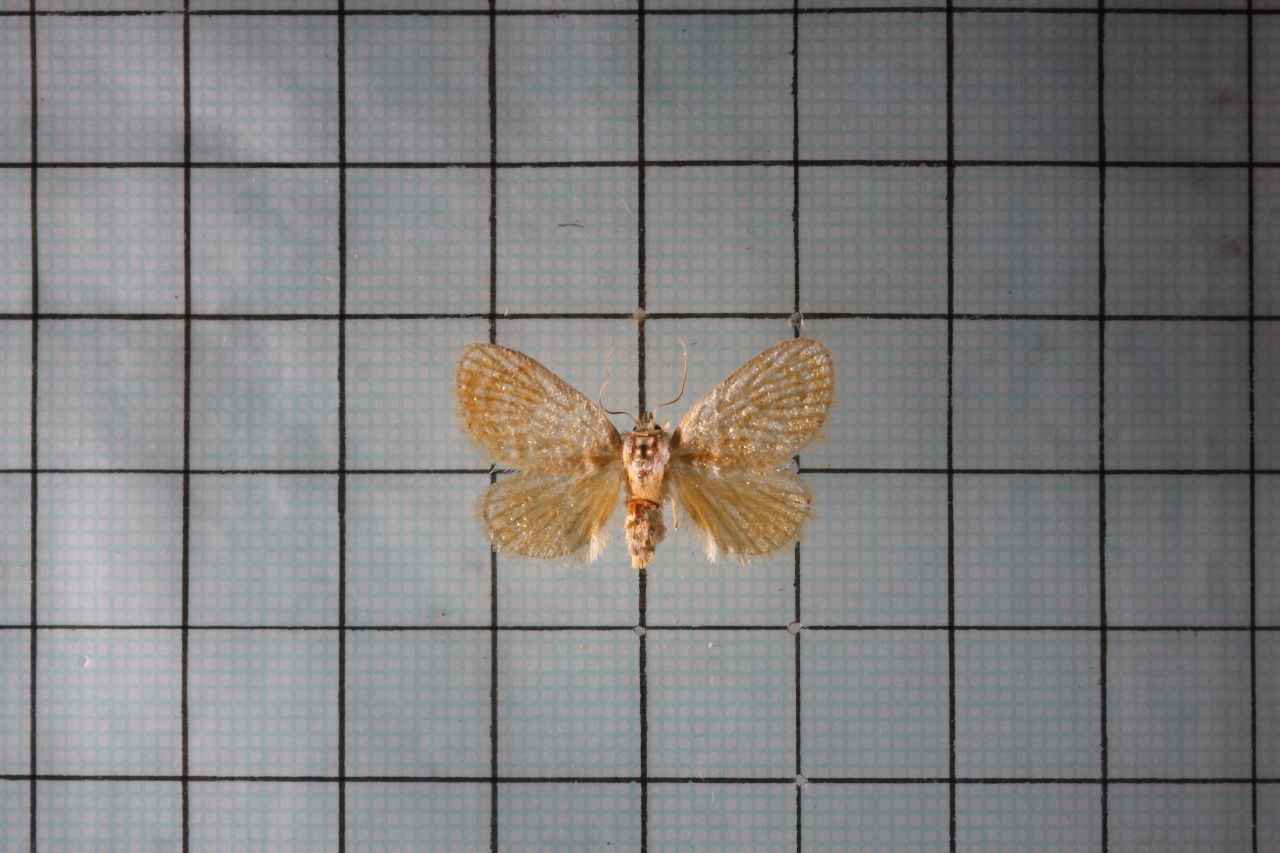

## Dottertaxa tillNarosa, i alfabetisk ordning[1]
- Narosa albescens
- Narosa ambigua
- Narosa argentipuncta
- Narosa aroa
- Narosa azumai
- Narosa baibarana
- Narosa barnsi
- Narosa castanea
- Narosa concinna
- Narosa conspersa
- Narosa corusca
- Narosa doenia
- Narosa edoensis
- Narosa endodonta
- Narosa erminea
- Narosa fletcheri
- Narosa formosana
- Narosa hedychroa
- Narosa holoxanthia
- Narosa irrorata
- Narosa ishidae
- Narosa narcha
- Narosa nephochloeropis
- Narosa nigricristata
- Narosa nigrisigna
- Narosa nitobei
- Narosa niveipennis
- Narosa obscura
- Narosa ochracea
- Narosa pectinata
- Narosa penicillata
- Narosa propolia
- Narosa pseudochracea
- Narosa rufifascia
- Narosa shinshana
- Narosa swanni
- Narosa takamukui
- Narosa talboti
- Narosa tamsi
- Narosa trilinea
- Narosa velutina
- Narosa viridana